# خليج بايرون
خليج بايرون هي بلدة ساحلية تقع في الجهة الشمالية الشرقية من ولاية نيوساوث ويلز في أستراليا. وتقع على بعد 772 كيلومتراً شمال سيدني وعلى بعد 165 كم جنوب بريسبان، في التعداد السكاني لعام 2016 بلغ عدد السكان الدائمين للبلدة 9,246 نسمة وهي أكبر بلدة بمقاطعة بايرون (بايرون شاير) التي يزيد عدد المقيمين فيها عن 28,000 نسمة، ويعرف "الأراواك" وهُم الشعب الأصلي والسكان المحليين البلدة «بكافانبا» والتي تعني «مكان الاجتماع»، في أقصى شرق البر الأسترالي الرئيسي ببلدة خليج بايرون يقع الرأس كيب بايرون.

## تاريخها

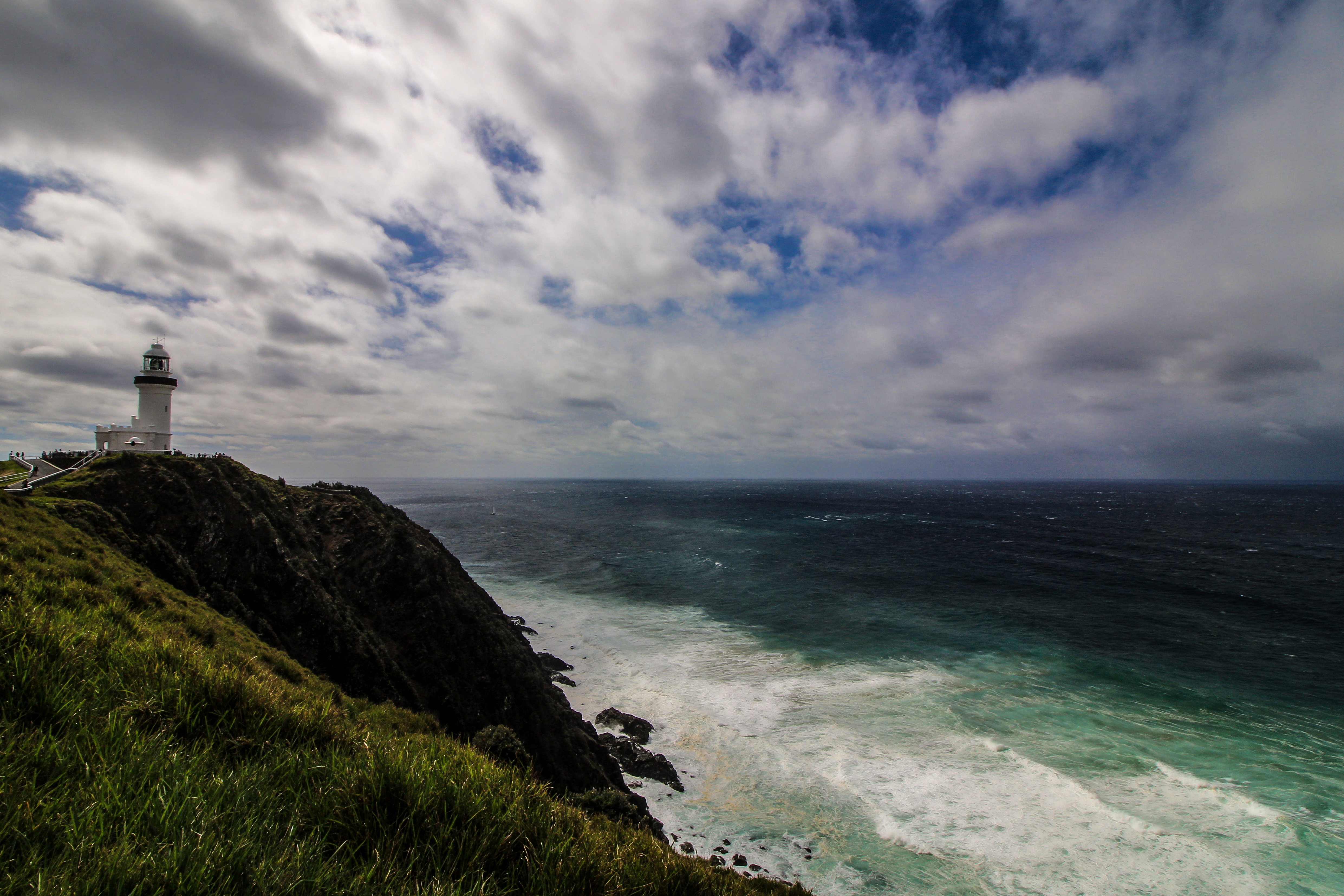
خليج بايرون

بدأ تاريخ الأوروبيين في خليج بايرون في عام 1770، عندما اكتشفها الملازم جيمس كوك واعتبرها مرسى آمنًا، وتسميته كيب بايرون تيمنًا بجون بايرون. في عام في 188، عندما استقر الأوروبيون بشكل دائم، أُطلقت أسماء الكتّاب والفلاسفة الأوروبيين على شوارعها.
لدى خليج بايرون تاريخ من الإنتاج الأولي الصناعي (مصنع الألبان والمسالخ والصيد وصيد الحيتان حتى عام 1963) وكان هناك ميناء كبير ومهم، لكنه كان يشكل خطورة.
كانت صناعة قطع الأخشاب، وخاصة الأرز الأحمر الأسترالي (سيدريلا تونا) أولى الصناعات في بايرون. وجاء تعدين الذهب كصناعة ثانية، حيث وُجد أكثر من 20 عقد إيجار للتعدين، وكان يُستخدم الشحم على الشاطئ لاستخراج الذهب من الرمال السوداء طوال سبعينيات القرن التاسع عشر. وتحدث الشاعر برونتون ستيفنز في قصيدته «سهول موسي» عن الماشية في كيب بايرون عام 1876م.
بُني أول رصيف في عام 1886، وربط بخط السكك الحديدية في عام 1894، وسُمي خليج بايرون بدلًا من كافانبا في العام نفسه، وسمي كافانبا خليج بايرون في عام 1894. قام المزارعون، وخصوصًا منتجو الألبان، بتوسيع الأراضي المستصلحة واستقروا في المنطقة. في عام 1895 تشكلت نوركو التعاونية لتوفير التخزين البارد وإدارة صناعات الألبان. وإدخال نبات بسبالوم حسن الإنتاج، وصدر خليج بايرون الزبدة إلى العالم. وكان مصنع نوركو الأكبر في نصف الكرة الجنوبي، وتوسع من تصنيع الألبان إلى تصنيع لحم الخنزير المقدد واللحوم المصنعة الأخرى. بنيت المنارة في عام 1901م في أقصى شرق البر الرئيسي الأسترالي. في عام 1930، فتحت اولى مصانع اللحوم. كانت رائحة من اللحوم ومصانع الألبان مروعة بكل المقاييس والذبح السنوي للحيتان في 1950 و1960 جعلت الأمور أسوأ. كذلك زراعة الألغام في الرمال بين الحربين العالميتين زادت الضرر على البيئة وعلى التربة وجعلتها لا تتقبل أي من الصناعات. في عام 1960 وصل راكبو الأمواج، واعتادوا على الراحة الطبيعية في باس وواتيقوز وكوزي كورنور وكانت هذه هي بداية خليج بايرون كوجهة سياحية، وبحلول عام 1973م عندما انعقد مهرجان الدلو في نيمبي، سمعتها بوصفها الهبي وتعني سعيدة بالإنجليزية وتأسست البلدة البديلة. كما غطى حطام السفن بعد الحرب الخليج والمناطق المحيطة به.

## الطبيعة الجغرافية
خليج بايرون هو جزء من بركان كالديرا وتآكل بركان تويد الخامد، الذي اندلع قبل 23 مليون سنة. البركان تكون نتيجة للصفيحة هندية أسترالية تتحرك فوق نقطة ساخنة شرق أستراليا.

## المناخ
يتميز خليج بايرون بمناخ معتدل حار صيفا ومعتدل شتاءً. الدرجة القصوى اليومية شتاءً عادة ما تصل إلى 19.4 درجة مئوية والحد الأدنى من 11 درجة مئوية. أما في الصيف يمكن أن ترتفع درجات الحرارة، بمعدل يومي ما يقارب 27 درجة مئوية. وقد تكون ليالي الصيف رطبة وتنخفض فيها درجة الحرارة مما يجعل ليالها الصيفية مريحة.

## التعليم
خليج بايرون هي موطن لعدد من المدارس والمؤسسات التعليمية. وتشمل المدارس مدرسة خليج بايرون العامة، مدرسة خليج بايرون الثانوية ومدرسة سانت فينبار الابتدائية ومدرسة منظمة خليج بايرون ومدرسة كيب بايرون رودولف شتاينر. ومن بين هذه عدد من المرافق لمرحلة الطفولة المبكرة ومن ذلك روضة خليج بايرون وروضة حلزون البحر. و في مجالات تعليم الكبار هناك مراكز يكسيس الإنجليزية (سابقا مركز القرية العالمية الإنجليزية) ومدرسة خليج بايرون للغة الإنجليزية (من المنظمات التي تقدم دروس اللغة الإنجليزية للطلاب الدوليين)، وكلية المجتمع بايرون ريجون، وهي منظمة تدريب مسجلة وكذلك معهد خليج بايرون (SAE) تعتمد الحكومة شهاداتها في مجالات الهندسة الصوتية وصناعة الأفلام الرقمية والوسائط المتعددة والرسوم المتحركة.

## السياحة
لدى البلدة العديد من الشواطئ التي تحظى بالشعبية لراكبي الأمواج وهي منتجع شعبي لكل من السياح المحليين والدوليين وأيضاً الرحالة الذين يسافرون على طول الساحل الأسترالي. وتجذب أيضاً هواة القفز بالمظلات تعرف أيضاً بالحياة البرية مثل مراقبة الحيتان التي لها مساهماه كبيره في الاقتصاد المحلي. طريق الساحل يمتد من وسط المدينة إلى منارة كيب بايرون ومما يسمح للزوار بالمشي وقيادة الدراجات الهوائية وصولاً إلى المنارة. واما مياه الخليج المعتدلة والاستوائية، تجعل خليج بايرون منطقة شعبية لممارسة رياضة الغطس والغوص وغالباً تمارس رياضة الغطس في جوليان روكس المنشأ حديثاً في المنتزه البحري في بايرون والذي يستغرق الوصول اليه دقائق قليلة عند ركوب القارب من الشاطئ الرئيسي. خليج بايرون أيضاً يقع على مقربة من الغابات المطيرة وشبه الاستوائية، ومناطق مثل الحديقة الوطنية نايت كاب وشلالات مينيون وكلها قريبة من البلدة. خليج بايرون أصبح مقصداً لخريجي الثانوية خلال أواخر نوفمبر وأوائل ديسمبر.

## التراث
أدرجت الأماكن التالية في السجل «العقاري الوطني»:
- منارة كيب بايرون، بُنيت في عام 1901م.
- محمية «الرأس المكسور» (جنوب خليج بايرون).
- المحمية الطبيعية رؤساء برونزويك (شمال خليج بايرون).
- المحمية الطبيعية "جوليان روكس.
- «الصخرتين الأختين»، تقع على «الرأس المكسور».

## المناسبات
تشمل المناسبات التي تقام في خليج بايرون اعتكافات اليوغا والتجمعات الوثنية والمهرجانات الموسيقية مثل «البلوز الساحل الشرقي» ومهرجان الموسيقى الشعبية في عيد الفصح و«سبلندر ان ذا قراس»، و «مهرجان ُكتاب خليج بايرون»، ومهرجان خليج بايرون السينمائي ومهرجان بايرون تحت الماء.
أنتجت مؤسسات الإنتاج الموسيقية النابضة بالحياة فرق مشهورة دولياً مثل الملك براون الأزرق ودفع باركواي 50و ليونز. يقام خليج بايرون الترياتلون في يوم السبت الثاني من مايو من كل عام. بين 1300متسابق من البلدان المختلفة ويدخلون في هذا الحدث الأولمبي.

## الأسواق
يوجد في خليج بايرون عدد من الأسواق الدورية بما في ذلك سوق المزارعين الأسبوعي" في شارع بتلر زيرفر كل يوم خميس وبه أكثر من 70 مزارع محلي يبيعون المنتجات الطازجة. وهناك أيضا يعقد سوق بايرون في نفس الموقع في يوم الأحد الأول من كل شهر وأما السوق الحرفي يعقد كل مساء سبت في السكك الحديدية من أكتوبر وحتى عيد الفصح. وهناك ثلاثة أسواق سنوية متخصصة على شاطئ البحر تعقد في شهر يناير وفي عيد الفصح وشهر سبتمبر.

## وسائل الإعلام
لدى خليج بايرون عدد من الصحف:
- صحيفة صدى بايرون شاير (A3 أسبوعية مستقلة)
- صحيفة الأخبار بايرون شاير (APN A3 أسبوعية)
- صحيفة النجم الشمالي (APN يوميا)
- صحيفة ستار السبت (A5 المستقلة شهريا)
- صحيفة ذاباقق (أسبوعية مستقلة A3)

محطات الإذاعة في المنطقة بايرون:
- 2اي ام LM 900 (التجارية)
- الثلاثي Z FM 100.9 (التجارية)
- اف ام الثلاثي J 96.1
- راديو أي بي سي الوطني 96.9 FM
- أي بي سي كلاسيكي FM 95.3 FM
- أي بي سي الأنهار الشمالية 94.5 FM
- خليج اف امFM 99.9 (المجتمع)

تتوفر جميع قنوات التلفزيون الرئيسية في خليج بايرون ومنطقة الأنهار الشمالية. وهي كالتالي:
- التلفزيون الرئيسي، Two7 على PRIME، (سبع شبكات وقنوات تابعة).
- تلفزيون NBN، اذهب! (قناة أسترالية) (تسع شبكات أسترالية).
- الصليب الجنوبي عشرة واحد HD، (شبكة أسترالية).
- (تلفزيون ABC) بما في ذلك ABC1و ABC2 وABC3، وهي جزء من هيئة الإذاعة الأسترالية.
- خدمة الإذاعة الخاصة، SBSالاولى وSBS الثانية.

شرق كل شيء هو سلسلة دراما تلفزيونية صور في خليج بايرون وحرر في 30 مارس 2008. وتم بثه من ملبورن وسيدني.

## النقل
أنشئت محطة السكك الحديدية لخليج بايرون في عام 2004م والمتصلة على خط سكة الحديد مورويلومبا ومحطة للحافلات فيشارعجوبسون.

## الرياضة والترفيه
هناك عدد من الفرق الرياضية المعروفة تمثل هذه المنطقة. نادي خليج بايرون لركوب الأمواج الذي يملك المكانة الأعلى بين الأندية الرياضية الحالية، فقد كانوا أحد أندية ركوب الأمواج الرائدة في أستراليا، وكان يعمل باستمرار لأكثر من 105 عاما. سمي النادي في دوري الرجبي في خليج بايرون برد ديفلز والمنتخب الأسترالي لكرة القدم قواعد بايرون نيوكاسل. وقد فاز خليج بايرون لكرة القدم في أقصى الساحل الشمالي بالدوري الممتاز 3 مرات آخرها عام 2013م. وهنالك أندية أخرى في كنادي خليج بايرون للغولف ونادي خليج بايرون للكريكت ونادي الاتحاد الرجبي، ونادي خليج بايرون للتزلق ونادي خليج بايرون للبولينج. كما يقام في خليج بايرون سباحة المحيط الكلاسيكية كل عام أيضاً.

## روابط خارجية
- خليج بايرون على موقع EncyclopediaOfSurfing.com (الإنجليزية)